# ビエンナーレ
ビエンナーレ（biennale）は、2年に1回開かれる美術展覧会のことである。「ビエンナーレ」の原意はイタリア語で「2年に一度」「2年周期」である。英語でバイエニアル（biennial）と呼ばれる展覧会もある。
語源となったヴェネツィア・ビエンナーレは、世界中から美術作家を招待して開催される展覧会として100年以上の歴史を持つ。サンパウロ・ビエンナーレも第二次世界大戦後以来の歴史がある。1990年代以降は世界中にこうした国際美術展が増えている。多くは普段見ることのできない世界の美術を一堂に集めての美術関係者や住民同士の国際交流が目的であるが、地域おこしという目的も兼ねていることが多い。
美術（ファインアート）だけでなくデザイン、ポスター、映画、CG、建築など幅広い視覚芸術分野や舞台芸術分野の2年毎の大規模展も「ビエンナーレ」という名で開催されている。日本など各国内でも様々な芸術分野の、様々な自治体や企業主催による2年毎の公募展・招待展が「ビエンナーレ」という名で行われている。
現代美術を扱うビエンナーレは1990年代以降世界中で数が増えた一方、テーマや作家の顔ぶれが似たり寄ったりになり差別化ができていないという批判もある。2004年の第3回ベルリン・ビエンナーレを取り上げた雑誌『ArtNexus』の記事で、カルロス・ヒメネス（Carlos Jimenez）は、ドイツの編集者ゲルハルト・ハウプト（Gerhard Haupt）の言として、世界各地で開かれるビエンナーレの内容や出展者の均質化傾向を「ビエンナリゼーション」（biennialization）と述べて批判している。

## ビエンナーレ形式の展覧会の例
日本
- 福島ビエンナーレ
- 中之条ビエンナーレ
- ビエンナーレうしく
- BIWAKOビエンナーレ
- 堂島リバービエンナーレ
- 神戸ビエンナーレ
- 姫路城・現代美術ビエンナーレ
- リキテックス・ビエンナーレ
- 北九州国際ビエンナーレ
- 西宮船坂ビエンナーレ
- UBEビエンナーレ
- 富嶽ビエンナーレ
- 青木繁記念大賞西日本美術展
- おおがきビエンナーレ

アメリカ合衆国
- ホイットニー・バイエニアル（ホイットニー美術館）
- アメリカズ・ビエンナーレ（テキサス州オースティン） - 2004年、2006年まではアイオワ・ビエンナーレ

韓国
- 光州ビエンナーレ
- 釜山ビエンナーレ

その他の国
- ヴェネツィア・ビエンナーレ（イタリア）
- サンパウロ・ビエンナーレ（ブラジル）
- シドニー・ビエンナーレ（オーストラリア）
- ベルリン・ビエンナーレ（ドイツ）
- 台北ビエンナーレ（台湾）
- イスタンブール・ビエンナーレ（トルコ）
- モスクワ・ビエンナーレ（ロシア）
- ウラジオストク・ビエンナーレ（ロシア）
- リバプール・ビエンナーレ（イギリス）
- リヨン・ビエンナーレ（フランス）
- パリ青年・ビエンナーレ（フランス）
- 上海ビエンナーレ（中華人民共和国）
- ホンジュラス中央アメリカ・ビエンナーレ（ホンジュラス）
- シンガポール・ビエンナーレ（シンガポール）
- マニフェスタ・ヨーロッパ現代美術ビエンナーレ（EU）
- アラード・ビエンナーレ（ルーマニア）
- バンコク・アート・ビエンナーレ（タイ王国）[3]